# Miroslav Žbánek
Miroslav Žbánek (* 3. ledna 1973 Valašské Meziříčí) je český politik a manažer, od roku 2016 zastupitel Olomouckého kraje, od roku 2014 zastupitel a od roku 2018 primátor města Olomouc, člen hnutí ANO 2011.

## Život
Vystudoval Střední lesnickou školu v Hranicích (otec byl lesník, myslivec a kynolog). V roce 1991 se přestěhoval do Olomouce, pracovat začal hned po střední škole – za pultem v prodejně loveckých zbraní a potřeb a později jako projektant v Ústavu pro hospodářskou úpravu lesů. Přitom vystudoval Filozofickou fakultu Univerzity Palackého v Olomouci.
V roce 1996 založil s kolegy lesnickou projekční kancelář a 11 let byl jejím ředitelem. Angažoval se v profesních komorách, věnoval se kvalitě řízení, občas přednášel. V roce 2007 podíl ve společnosti prodal a odešel z oboru. V roce 2008 nastoupil do vrcholové manažerské pozice nově vznikajícího Úřadu Regionální rady Střední Morava. V roce 2016 se stal náměstkem ředitele pro správu majetku ve státní organizaci Správa železniční dopravní cesty.
Miroslav Žbánek žije v Olomouci, v části Chválkovice. Od roku 1996 byl poprvé ženatý. Po rozvodu se v roce 2019 oženil podruhé. Z prvního manželství má dceru, z druhého manželství dva syny.

## Politická kariéra
Od roku 2013 je členem hnutí ANO 2011, za nějž byl v komunálních volbách v roce 2014 zvolen zastupitelem města Olomouc. Ve volbách v roce 2018 byl lídrem kandidátky hnutí ANO 2011, mandát zastupitele města obhájil. Koalici vytvořily vítězné hnutí ANO, čtvrtá ODS, pátá KDU-ČSL a šesté hnutí spOLečně. Dne 5. listopadu 2018 byl Žbánek zvolen novým primátorem města Olomouc, ve funkci vystřídal Antonína Staňka.
Ve volbách do Poslanecké sněmovny PČR v roce 2013 kandidoval za hnutí ANO 2011 na 18. místě kandidátky v Olomouckém kraji, ale neuspěl.
V krajských volbách v roce 2016 byl zvolen za hnutí ANO 2011 zastupitelem Olomouckého kraje. Ve volbách v roce 2020 mandát krajského zastupitele obhájil. Ve volbách v září 2024 opět obhájil z pozice člena hnutí ANO mandát zastupitele Olomouckého kraje.
V komunálních volbách v roce 2022 byl jako lídr kandidátky hnutí ANO opět zvolen zastupitelem města. Dne 21. října 2022 se stal po druhé primátorem města, když jeho vítězné hnutí ANO uzavřelo koalici s blokem ProOlomouc a Piráti a hnutím spOLečně.
Ve volbách do Poslanecké sněmovny PČR v roce 2025 kandiduje na 2. místě kandidátky hnutí ANO v Olomouckém kraji.